# Unión Panamericana
Unión Panamericana är en kommun i Colombia.   Den ligger i departementet Chocó, i den västra delen av landet, 290 km väster om huvudstaden Bogotá. Antalet invånare är 8 161.